# Arjun Sasi
Arjun Sasi es un cantante y actor indio. Formó parte de una banda musical llamada S5, formada en 2004.

## Biografía
Arjun Sasi es originario de Cochin, Kerala. Completó su Licenciatura en Ingeniería Electrónica y Comunicación de MKCE, en Karur. Arjun Sasi se introdujo en el mundo de la música tras formarse la banda S5 y continuó su saga en la música a través de diversos espectáculos. Tras su éxito con S5, Arjun Sasi trabajó junto a Vineeth Srinivasan, Shaan Rahman y Jakes Bejoypara, para el lanzamiento de un álbum titulado "Malayalee", que resultó ser el álbum más exitoso de 2007. También escribió canciones en inglés, uno de sus temas musicales más conocidos en este idioma es "Friends". Cantó para varios directores de música eminentes como Vidyasagar, Deepak Dev, Alphonse.Apart from music, demostró a sí mismo ser un actor. Fue protagonista principal de la película malayalam, "Out of Syllabus".

## Discografía
Para Malyalam Films
| Cine/Álbum            | Canción                  | Director de Música |
| --------------------- | ------------------------ | ------------------ |
| Ben Johnson           | Munpe munpe, Ben Johnson | Deepak Dev         |
| Raashtram             | Rashtram theme           | Deepak Dev         |
| Kilukkam Kilukilukkam | Paattonnu paadan         | Deepak Dev         |
| By the People         | all the songs by S5      | Pravin Mani        |
| Athishayan            | Athishayan Theme         | Alphonse           |
| Malayalee             | Manipoyyo                | Jakes/Santy        |
| Unreleased            | Aaranival                | Alphonse           |
| Notebook              | Prayer song              | Mejo Joseph        |
| Chota Mumbai          | Thala                    | Rahul Raj          |

Para Tamil Films
| Película                      | Canción               | Director de música  |
| ----------------------------- | --------------------- | ------------------- |
| Ponniyin Selvan               | Do Re Mi              | Vidyasagar          |
| Vyuham                        | Vaa endru koopidum S5 | Yuvan Shankar Raaja |
| Emton Magan                   | kalloori              | Vidyasagar          |
| Runway                        | Athipalli Satthivelu  | Vidyasagar          |
| Isai( launched by A.R Rahman) | all songs by S5       | Pravin Mani         |

Trabajos hechos internacionalmente como cantante / rapero / letrista
| Película/Álbum           | Canción           | Director de música |
| ------------------------ | ----------------- | ------------------ |
| Take 3 Girls(UK release) | Title             | Pravin Mani        |
| World Peace              | Monkeymind,System | Santy              |
| Ramji Londonwale         | Title Track       | Vishal Bhardwaj    |